# Bhadrabas
Bhadrabas es un pueblo ubicado en el distrito de Katmandú, provincia de Bagmati, Nepal.

## Superficie
Cuenta con una superficie de 1,679 kilómetros cuadrados.

## Demografía
Datos hasta 2015
- Población: 4786 habitantes.[1]
- Densidad de población: 2,851 habitantes por kilómetro cuadrado.[1]
- Población masculina: 2390 (49,9%).[1]
- Población femenina: 2396 (50,1%).[1]